# Виктор Пас Естенсоро
Виктор Пас Естенсоро (на испански: Ángel Víctor Paz Estenssoro) е политик, адвокат, президент на Боливия, избиран четири пъти, за последен път в периода 1985—1989 година.
Начело на Боливия е общо в продължение на 12 години 6 месеца и 22 дни, повече от който и да е друг президент на Боливия. Ражда се в богато аристократично семейство. Завършва право и икономика.
През 1941 година група интелектуалци, предвождани от Виктор Пас Естенсоро, основават партията, наречена Национално революционно движение.
През 1952 г. тази партия извършва революция, сваля военната хунта и начело на страната застава Виктор Пас Естенсоро. Това е неговият първи президентски мандат. През 1964 година в Боливия е извършен военен преврат и Естенсоро е принуден да замине в изгнание.
През последния си четвърти мандат, вече почти 80-годишен, той извършва важни икономически реформи и създава предпоставки за изирането на социалиста Ево Моралес за президент през 2005 година. Умира през 2001 година на 93 години.